# Henry Morton Dunham
Henry Morton Dunham (* 1853 in Brockton, Massachusetts; † 1929 in Brooklin/, Massachusetts) war ein US-amerikanischer Organist und Komponist.
Dunham studierte bis 1873 am Northeast Conservatory of Music und bis 1875 am New England Conservatory bei George Whiting und bei John Knowles Paine. Er wirkte als Organist an mehreren Kirchen in Boston, war ein angesehener Konzertorganist und unterrichtete fast fünfzig Jahre am New England Conservatory. Zu seinen Schülern zählten Wallace Goodrich und Everett Truette. Er komponierte u. a. vier Orgelsonaten, eine sinfonische Dichtung, zwei Bände mit kirchenmusikalischen Werken sowie das Stück Aurora für Orgel und Orchester.